# Jiangyou
Jiangyou, tidigare stavat Kiangyu, är en stad på häradsnivå som lyder under Mianyangs stad på prefekturnivå i Sichuan-provinsen i sydvästra Kina. Den ligger omkring 160 kilometer nordost om provinshuvudstaden Chengdu. 

## Källa
1. ↑  ”worldpostmarks.net”. Arkiverad från originalet den 2 januari 2015. https://web.archive.org/web/20150102101710/http://worldpostmarks.net/HTML%20Countries/china.htm. Läst 22 juli 2015.